# Bjärsjölagård
Bjärsjölagård – miejscowość (tätort) w Szwecji, w regionie administracyjnym (län) Skania, w gminie Sjöbo.
Według danych Szwedzkiego Urzędu Statystycznego liczba ludności wyniosła: 351 (31 grudnia 2015), 370 (31 grudnia 2018) i 372 (31 grudnia 2019).